# 堆心菊素
堆心菊素（也称为堆心菊内酯、堆心菊灵，化学名：(-)-4-羟基-4a,8-二甲基-3,3a,4a,7a,8,9,9a-八氢薁并[6,5-b]呋喃-2,5-二酮，(-)-4-Hydroxy-4a,8-dimethyl-3,3a,4a,7a,8,9,9a-octahydroazuleno[6,5-b]furan-2,5-dione）是一种有机化合物，分子式C15H18O4，属于一种倍半萜内酯，有毒性，存在于山金車（Arnica Montana）等植物中。